# Triphysaria micrantha
Triphysaria micrantha är en snyltrotsväxtart som först beskrevs av Edward Lee Greene och Heller, och fick sitt nu gällande namn av Tsan Iang Chuang och L.R. Heckard. Triphysaria micrantha ingår i släktet Triphysaria och familjen snyltrotsväxter. Inga underarter finns listade i Catalogue of Life.